# Leonardo Peñafiel y Araújo
Leonardo Peñafiel y Araújo, foi um jesuíta que nasceu em 1597, em Riobamba (Chimborazo - Equador - Vice-Reino do Peru), e faleceu em 02 de novembro de 1657, em Sucre (Chuquisaca - Bolívia).

## Biografia
Filho do capitão Alonso Peñafiel, que foi corregedor de Quito e Riobamba; e de Lorenza Araújo, oriunda de Lima (Peru).
Seu pai era oriundo da Espanha, que antes de chegar ao Vice-Reino do Peru, esteve no Vice-Reino da Nova Espanha (atualmente México). Chegou ao Vice-reino do Peru em meados do Século XVI. Participou da guerra contra Hernández Girón, um encomendero que havia ser rebelado contra o poder real e depois foi transferido para a Audiência de Quito. Juntamente com Lorenza Araújo, teve quatro filhos: Alonso, Leonardo, Antônio e Luís. Os três primeiros ingressariam na Companhia de Jesus.
Seguindo os passos de seu irmão mais velho, Alonso Peñafiel y Araujo, ingressou em um noviciado da Companhia de Jesus em Quito (Equador), no dia 8 de maio de 1614.
Depois do noviciado, foi para o Colégio San Pablo, em Lima (Peru), onde conclui a preparação para a ordenação sacerdotal, que ocorreu em 1625.
Tornou-se doutor em teologia pela Universidade San Marcos de Lima.
Entre 1630 e 1637, foi professor de filosofia e teologia no Colégio dos jesuítas em Cuzco (Peru), onde, em 25 novembro de 1633, fez a terceira provação.
Entre 1637 e 1650, foi professor de teologia no Colégio San Pablo e na Universidade San Marcos, em Lima.
A partir de 1650, foi mestre de noviços e reitor do noviciado de San Antonio Abad em Cuzco.
No dia 1º de maio de 1656, foi nomeado como Provincial do Peru, tendo sido o primeiro nascido na América a ocupar esse cargo.
Morreu em 1657, enquanto realizava uma visita à Sucre.
Escreveu três tratados de teologia, publicados após sua morte:
- "De Deo Uno" (Lyón, 1663);
- "De Deo Uno et Trino" (Lyón, 1666);
- "De incamatione Verbi Divini" (Lyón, 1668)[2].

Há manuscritos de Leonardo Peñafiel que foram conservados na Biblioteca Nacional de Lima, tais como:
- "Commentaria in Aristóteles Metaphysicam" (1632)[3];
- "Dispvtationvm Theologicarvm, in Primam Partem Divi Thomae, Tomvs Primvs de Deo Vno";
- "De Deo Vno et Trino Tomvs Secvndvs";
- "Dispvtationes Scholasticae, et Morales de virtvte Fidei Divinae, Deque infedilitate, Haeresi, & poenis Haereticorum, Opvs dvplici locupletatvm Indice";
- "Tractatvs de Incarnatione Verbi Divini: Opus Posthumum locupletissimis Indicibus Refertum, Tomus Quartus";
- "Virtud de la fé divina"[4].

Aprovou a impressão de obras como:
- "Brevis paraphrasis Apocalypsis San Joannis apostolis et evangelistae", de Diego Andrés Rocha, catedrático da Universidade de San Marcos;
- "Oración evangélica predicada en la cathedral de Lima al juramento de tener y defender la Concepción Santíssima de María", do frei Gonzalo de Herrera, provincial dos franciscanos; e
- "Vida de Jesu Cristo Nuestro Señor", do frei agostiniano Fernando de Valverde[5].